# Aeroquetzal
Aeroquetzal es una aerolínea desaparecida que anteriormente tenía su base en el Aeropuerto Internacional La Aurora en la Ciudad de Guatemala. Volando solo rutas regionales primero, Aeroquetzal se convirtió más tarde en la primera aerolínea guatemalteca, además de Aviateca, en operar un vuelo de pasajeros programado de corta duración al Aeropuerto Internacional de Los Ángeles en 1991. El vuelo duró alrededor de un mes solamente. Sin embargo, al igual que para todas las demás aerolíneas que operan en Guatemala, la ruta más importante fue la de la Ciudad de Guatemala al Aeropuerto Internacional Mundo Maya cerca de Tikal. La aerolínea dejó de operar en 1992 debido a problemas financieros.

## Flota
La flota de Aeroquetzal incluía:
- 1 Convair 580 TG-MYM

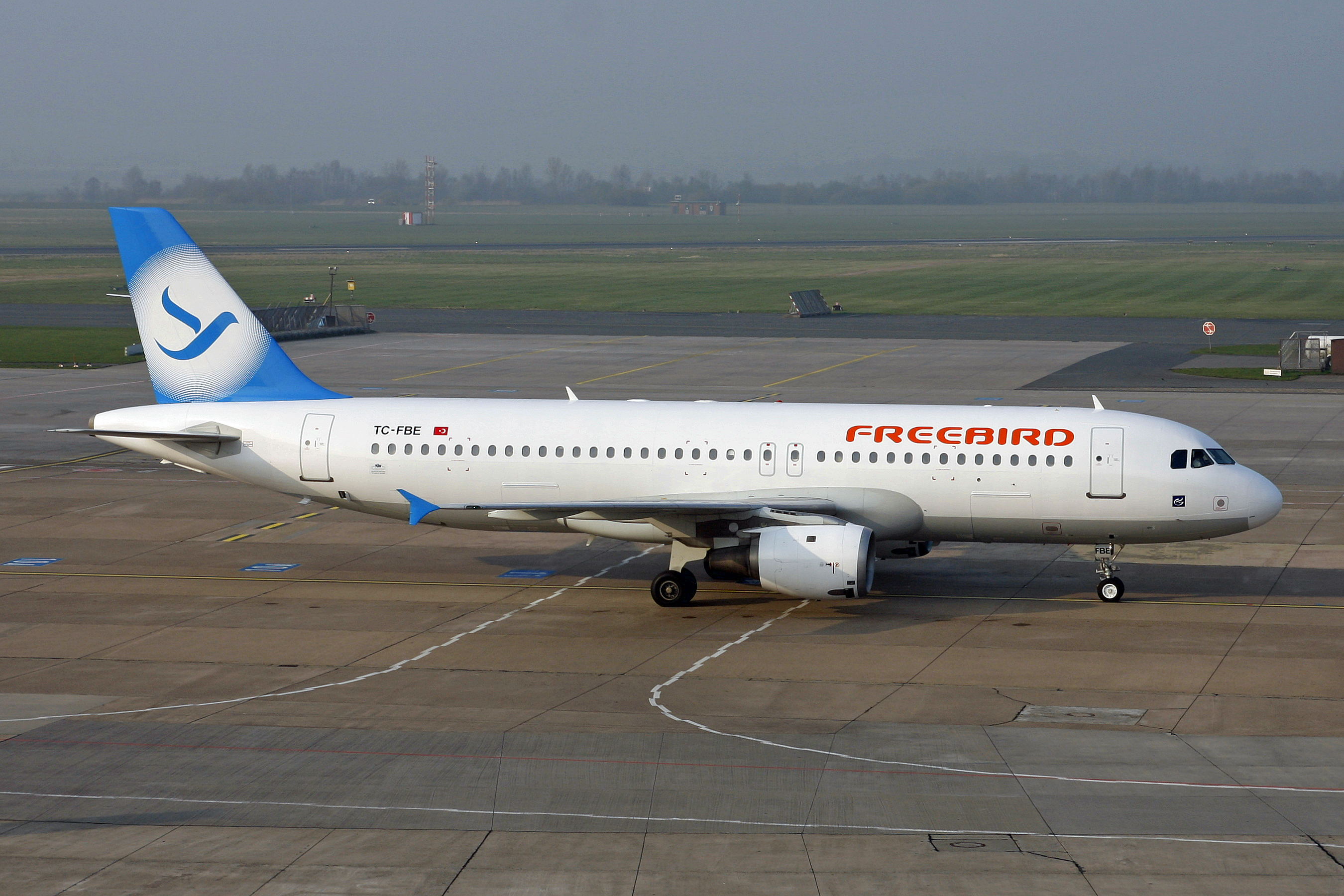
Airbus A320-200 con matrícula TC-FBE de Freebird Airlines, anteriormente N482GX de Aeroquetzal

- 1 McDonnell Douglas DC-9 N31UA (ex - KLM)
- 1 Airbus A320-200 N482GX

## Destinos
- Ciudad de Guatemala: Aeropuerto Internacional La Aurora
- Santa Elena de la Cruz/Flores: Aeropuerto Internacional Mundo Maya
- Cancún: Aeropuerto Internacional de Cancún
- Los Ángeles: Aeropuerto Internacional de Los Ángeles

También existían vuelos entre Flores y Cancún. 